# The Jakarta Post
The Jakarta Post és un diari diari publicat en anglès a Indonèsia. El diari és propietat de PT Bina Media Tenggara i té la seu a la capital del país, Jakarta.
El Jakarta Post va començar com una col·laboració entre quatre mitjans d'Indonèsia a instàncies del llavors ministre d'Informació Ali Murtopo i el polític Jusuf Wanandi. Després de la impressió del primer número el 25 d'abril de 1983, va passar diversos anys amb anuncis mínims i una circulació creixent. Després d'un canvi d'editor en cap el 1991, va començar a adoptar un punt de vista més actiu a favor de la democràcia. El diari va ser un dels pocs diaris indonèsia en llengua anglesa que va sobreviure a la crisi financera asiàtica de 1997 i té una tirada aproximada d'uns 40.000 exemplars.
El Jakarta Post també inclou una edició en línia i un suplement de revista de cap de setmana anomenat J+. El diari s'adreça a estrangers i indonesis. Conegut per ser un camp d'entrenament per a periodistes locals i internacionals, The Jakarta Post ha guanyat diversos premis i ha estat descrit com "el diari líder en anglès d'Indonèsia". The Jakarta Post és membre de Asia News Network.